# Природний парк Бучеджі
Природний парк Бучеджі (рум. Parcul Natural Bucegi) — природоохоронна територія в Румунії, розташована на території гірського масиву Бучеджі, що є частиною Південних Карпат. Територія природного парку Бучеджі становить 32 663 га.

## Історія
Рідкісна й багата флора гірського масиву Бучеджі довгий час на початку 20 століття привертала увагу багатьох дослідників і любителів природи як з самої Румунії, так і з-за кордону. Перші пропозиції щодо створення природоохоронної території у горах Бучеджі відносяться до 1936 року. З розвитком туризму та максимальною експлуатацією природних ресурсів виникла загроза широкого процесу знищення біологічного різноманіття місцевості, тому було створено відповідні заходи з охорони та захисту місцевої природи шляхом створення природного парку Бучеджі наказом міністра ОМ 7 / 01.27.1990. Географічні межі природного парку Бучеджі визначено рішенням уряду Румунії № 230 від 4 березня 2003 року щодо розмежування біосферних заповідників, природних і національних парків та створення їхніх адміністрацій.

## Опис парку
Парк розташований на частині територій жудеців Димбовіца, Прахова, Брашов. Адміністрація парку розміщується у комуні Мороєнь повіту Димбовіца.
Територія парку становить 32 663 га. На території парку створено також 14 заповідників — районів, які потребують більш високого ступеня захисту рослин, дерев, вапнякових утворень. Вони займають близько 12 770 га, тобто близько 35 % території парку.